# BioShock
BioShock is een first-person shooter van 2K Boston/2K Australia (voorheen bekend als Irrational Games) voor de Xbox 360, PlayStation 3 en Windows. Het spel heeft het Games for Windows-certificaat. Het is voor Xbox 360 en Windows op 21 augustus 2007 uitgebracht in de Verenigde Staten en op 24 augustus 2007 in Europa. Het is op de markt gebracht door 2K Games.
Het is voor de PlayStation 3 uitgebracht op 21 oktober 2008 in de Verenigde Staten en in Europa op 17 oktober 2008.
De game samen met Bioshock 2 & Bioshock Infinite als remaster uitgekomen op de Playstation 4, Nintendo Switch en de Xbox One als onderdeel van The Bioshock Collection.

## Verhaallijn
Bioshock start met de vliegtuigcrash van het hoofdpersonage (Jack) midden in de Atlantische oceaan in 1960. Hij weet als enige passagier te overleven en ontdekt een oude vuurtoren die de ingang tot de onderwaterstad Rapture (letterlijke vertaling: extase) afbakent. Het blijkt dat dit gigantische metropolis werd gesticht door Andrew Ryan. Rapture werd gebouwd als utopie verborgen voor de rest van de wereld: volgens de ideologie van Ryan heeft iedere inwoner het recht op de vruchten van zijn werk, zonder inmenging van een ander (denk aan de overheid die belastingen int of de ethische aspecten van kunst- en medische wereld). Het bestaan van Rapture werd geheim gehouden opdat geen enkele 'parasiet' van buitenaf de ideologie van Rapture zou kunnen verstoren.
De inwoners van Rapture blijken echter net een burgeroorlog die begon in 1959 achter de rug te hebben, een oorlog tussen Andrew Ryan en de vrijheidsstrijder Atlas, die beweert dat Ryans ideologie corrupt is en Ryan zelf een tiran. De oorlog werd gevoerd met handgemaakte wapens van allerlei soort, en plasmids. Plasmids zijn genetische verbeteringen aan het menselijk lichaam, die werden ontwikkeld met behulp van de stof Adam. Dit product werd gewonnen uit een diepzeesymbiotische slak. Door de burgeroorlog ontstond een wapenwedloop in strijdvaardige plasmids, zodat al gauw een tekort aan Adam ontstond. Dit uit zich in de inmiddels verslaafde bewoners, die uiterlijk en mentaal mutaties ondergaan hebben en zeer agressief reageren tegenover iedere vreemdeling die hen benadert; zij worden niet langer mensen genoemd maar splicers.
De speler maakt via een kortegolfradio kennis met Atlas. Deze verklaart dat hij samen met zijn familie Rapture wil verlaten, en heeft daarvoor de hulp van de speler nodig. Hij begeleidt hem gedurende zijn avonturen in het ondertussen dystopie geworden onderwatercomplex. Andrew Ryan daartegenover ziet in de speler een geheim agent van buitenaf die Rapture wenst te plunderen en stuurt regelmatig een horde splicers op hem af. Uiteindelijk  komt Jack achter de waarheid; Hij is een onwettige zoon van Andrew Ryan, die voor hem verborgen is gehouden en diverse genetische manipulaties heeft ondergaan, waaronder een mutatie waardoor hij versneld ouder werd. Verder ontdekt Jack dat hij al die tijd een slaaf is geweest; elk commando werd begonnen met de zin 'would you kindly' ('zou je zo vriendelijk willen zijn') waardoor hij nooit echt 'vrij' is geweest. Jack bereikt het kantoor van Andrew Ryan,  waar Ryan zich uit zijn eigen Vrije Wil dood laat slaan met een golfclub, omdat 'een man kiest, en een slaaf gehoorzaamt'. Zodra Jack op commando van Atlas een ponskaart in een machine steekt, maakt Atlas zijn ware identiteit bekend; Hij blijkt oplichter, smokkelaar en  de aartsvijand van Andrew Ryan te zijn, genaamd Frank Fontaine. Jack was de zogenaamde 'ace in the hole' (letterlijk: Troefkaart) die er uiteindelijk op uit werd gestuurd om zodra de tijd daar was naar Rapture te komen en Ryan te vermoorden. Mede door zijn genetische verwantschap aan Ryan was het mogelijk om af te dalen en alle apparaten te gebruiken. De crash van het vliegtuig blijkt dan ook geen toeval te zijn, maar een door Jack uitgevoerde vliegtuigkaping. In de brief die Jack in het vliegtuig leest, stonden namelijk de exacte coördinaten waar hij het vliegtuig moest laten neerstorten. Jack bereikt uiteindelijk Frank Fontaine, die zich helemaal vol heeft gepompt met Plasmids om als een nieuwe 'god' over Rapture te kunnen heersen. Na een gevecht tussen Jack en Fontaine, delft Fontaine het onderspit wanneer de little sisters hem aanvallen en hem van al zijn ADAM beroven. Het einde is afhankelijk van hoeveel little sisters Jack heeft gered en niet geabsorbeerd heeft. Redt Jack alle little sisters,  dan wordt Jack aan zijn sterfbed omringd door de geredde meisjes, die uit zijn gegroeid tot volwassen vrouwen. Absorbeert Jack iedere little sister,  schieten tientallen battyspheres uit zee omhoog, wanneer een onderzeeër met kernraketten op onderzoek gaat naar het verongelukte vliegtuig. De battyspheres blijken Splicers aan boord te hebben die de gehele bemanning van de onderzeeër uitmoorden.
Het typerende aan Bioshock is de zogenaamde big daddy en de daarbij horende 'little sister': de little sisters zijn de dragers van de diepzeeslak en zo de enige bron aan Adam. Deze kunnen echter de Adam in de overal verspreide dode lichamen in Rapture recyclen, en zo enorme besparingen maken. Aangezien zij het doelwit zijn van de splicers die op Adam uit zijn worden ze beschermd door een tot op de tanden gewapende lijfwacht, de big daddy. Geen van beide verricht dit werk uit vrije wil: zij werden systematisch gehersenspoeld, geprogrammeerd en getraind met behulp van plasmids voor hun werk.
Het verhaal van Rapture na de belevenissen in Bioshock wordt gegeven in het vervolg: BioShock 2.

## Kenmerken
De architectuur en de samenleving van Rapture is sterk gebaseerd op het werk van Ayn Rand, met name Atlas Shrugged, waarvan de namen Andrew Ryan en Atlas afgeleid zijn. Het spel wordt door de ontwikkelaars de geestelijke opvolger genoemd van System Shock 2. Het spel wordt gekenmerkt door de sterke verhaallijn, graphics (Bioshock heeft prijzen gewonnen voor de simulatie van watereffecten), en de verfrissende uniciteit die het onderscheidt van andere shooters. Ook het gebruik van naast wapens de plasmids die de speler allerlei superkrachten verschaft zoals telekinese zijn kenmerkend voor de Bioshockbeleving.

## Platforms
| Jaar | Platform                |
| ---- | ----------------------- |
| 2007 | Windows, Xbox 360       |
| 2008 | PlayStation 3           |
| 2009 | OS X                    |
| 2014 | iPad, iPhone            |
| 2016 | Playstation 4, Xbox One |
| 2020 | Nintendo Switch         |

## Verfilming
In mei 2008 kondigden Universal Studios en Take-Two Interactive aan dat het spel verfilmd zal worden. Gore Verbinski neemt de regie in handen en het script wordt geschreven door John Logan. Intussen heeft hij bekendgemaakt dat het project geannuleerd is.

## Trivia
- Het spel is opgenomen in het boek 1001 Video Games You Must Play Before You Die van Tony Mott.